# Harbour Grace South
Harbour Grace South is een plaats en voormalige gemeente in de Canadese provincie Newfoundland en Labrador. Ze ligt in het zuidoosten van het eiland Newfoundland en maakt deel uit van de gemeente Harbour Grace.

## Geschiedenis
In de jaren 1870 werd in Harbour Grace South de anglicaanse St. Peter's Church gebouwd. Deze kerk werd vervangen door de huidige en gelijknamige kerk in 1908.
In 1951 telde Harbour Grace South 281 inwoners. In 1971 woonden er 399 mensen.
In 1978 kregen de inwoners van de plaats voor het eerst lokaal bestuur doordat de plaats erkend werd als een gemeente. Eind 1993 hield deze gemeente op met bestaan, doordat ze geannexeerd werd door Harbour Grace. Sinds 1 januari 1994 is Harbour Grace South officieel erkend als een buurt (neighbourhood) in die gemeente.
In 1986 telde Harbour Grace South 367 inwoners. Door de fusie worden er sindsdien enkel nog demografische data voor de fusiegemeente verzameld.

## Geografie
Harbour Grace South bevindt zich op het schiereiland Bay de Verde, dat een noordelijk subschiereiland van Avalon is. De plaats is een ongeveer 4 km lang lintdorp langs de zuidelijke oever van de Harbour Grace. Dat is een grote natuurlijke haven en zijbaai van de Conception Bay.
De hoofdweg van de buurt is de Southside Road, die Harbour Grace South met het westelijk gelegen Riverhead en het oostelijk gelegen Bryant's Cove verbindt. De plaats kijkt uit over het dorp Harbour Grace, dat aan de overzijde van de één kilometer brede baai ligt. Naar het zuiden toe ligt nog het gehucht The Thicket.
In Harbour Grace South bevindt zich de Admiral's Marina, die zowel door plezier- als vissersboten gebruikt wordt.